# Cala de l'Ambrosia
La cala de l'Ambrosia, o cala Ambròsia, és una petita platja natural del municipi de l'Ametlla de Mar (Baix Ebre), situada al nord del nucli de la població, entre la cala del Cementiri, a ponent, i la cala del Llop Marí, a llevant. Té una longitud de 26 metres i una amplada mitjana de 5 metres, formada per còdols. És de difícil accés.